# میکالا استراوس
میکالا استراوس (به انگلیسی: Michaela Straus)، خواننده آمریکایی اهل ناحیهٔ بروکلین در شهر نیویورک است. 
او متولد ۱۹ دسامبر ۱۹۹۸ در شهر نیویورک امریکا است. سبک اجرایی او پاپ است. نام هنری او کینگ پرینسس (King Princess) است و هوادارانش او را با این نام هنری می شناسند.

## زندگی شخصی
او متولد ۱۹دسامبر۱۹۹۸ در نیویورک امریکا است.پدرش ضبط کننده موسیقی بود.والدین او الیور استراوس و اگی مولانی بودند.پدر و مادرش در جوانی از هم طلاق گرفتند.او یک خواهر کوچک تر از خود به نام میا دارد.او در کودکی بیشتر وقتش را در کنار پدرش در استودیو ضبط موسیقی گذراند.در آنجا ساز هایی همچون گیتار،پیانو،دارم و همچنین تکنیک های موسیقی را فرا گرفت.او در یک دبیرستان خصوصی در منهتن تحصیل می کرد و بعد وارد دانشکده موسیقی USC Thornton School of Music شد.او پس از یک سال موسیقی را کنار گذاشت.

### رابطه
میکالا استراوس به عنوان یک همجنسگرا شناخته می شود.میکالا از سال ۲۰۱۷ تاکنون با آماندلا استنبرگ در رابطه است.

## وارد شدن به موسیقی
میکالا استراوس در مصاحبه با FaceCulture می گوید که زمانی که ۱۱ سال داشته و با پدرش در استودیو موسیقی بوده به پیشنهاد می شود که در خواندن یک موسیقی همکاری کند که او این و پیشنهاد را رد می کند.او دلیل رد کردن آن پیشنهاد را خوانندگانی می داند که در استودیو پدرش مشغول ضبط موسیقی بودند.
میکالا استراوس اولین آهنگ خود را در فوریه ۲۰۱۸ منتشر کرد و نام هنری خود را کینگ پرینسس گذاشت.